# Mohamed Najem Gharsalli
Mohamed Najem Gharsalli (arabe : محمد الناجم الغرسلي), né le 30 décembre 1962 à Kasserine, est un magistrat et homme politique tunisien.

## Biographie
Il est titulaire d’une licence obtenue à la faculté de droit et des sciences politiques de Tunis. Juge de troisième degré à partir de 2006, il préside le tribunal de première instance de Kasserine de septembre 2000 à mai 2011.
Le 26 mai 2011, il est investi comme gouverneur de Mahdia, poste qu'il occupe jusqu'à sa nomination au poste de ministre de l'Intérieur dans le gouvernement de Habib Essid, investi le 6 février 2015.
Le 17 février 2016, il est nommé ambassadeur de Tunisie au Maroc avant d'être démis le 16 novembre 2017, avec effet rétroactif au 31 octobre, à la suite de ses auditions comme témoin dans le cadre de l’affaire Chafik Jarraya.
En janvier 2018, il est nommé procureur général auprès de la Cour de cassation de Tunis. 

## Vie privée
Il est marié et père de trois enfants.